# Familiengeheimnisse (Fernsehserie)
Familiengeheimnisse  (Originaltitel: Gry rodzinne) ist eine polnische Drama- und Fantasy-Fernsehserie, die am 31. August 2022 weltweit auf der Streaming-Plattform Netflix veröffentlicht wurde.

## Inhalt
Die Serie beginnt mit dem Hochzeitstag von Kaśka Bilska und Jan Jaworowicz. Kaśka, eine Medizinstudentin, bekommt kurz vor dem Ja-Wort Panik und verlässt die Kirche. Im Verlauf der acht Episoden entfaltet sich durch zahlreiche Rückblenden ein komplexes Netz aus Familiengeheimnissen, Lügen und verborgenen Beziehungen. Dabei wird deutlich, dass Kaśkas große Liebe nicht Jan, sondern Paweł war, der fünf Jahre zuvor plötzlich aus ihrem Leben verschwand. Auch die Familien beider Protagonisten sind tief in Intrigen und Affären verstrickt, was die ohnehin angespannte Situation weiter eskaliert.

## Besetzung und Synchronisation
Die deutschsprachige Synchronisation entstand nach den Dialogbuch von Corinna Steinbach, Carina Krause, Marc Rosenberg, Katharina Blum und Christian Langhagen sowie unter der Dialogregie von Sylvia Bartoschek durch die Synchronfirma Iyuno-SDI Group Germany GmbH.
| Rolle             | Schauspieler       | Synchronsprecher |
| ----------------- | ------------------ | ---------------- |
| Kaśka Bilska      | Eliza Rycembel     | Maresa Sedlmeir  |
| Jan Jaworowicz    | Bartosz Gelner     | Leonard Hohm     |
| Małgorzata Bilska | Izabela Kuna       | Sonja Reichelt   |
| Paweł Drzewiecki  | Piotr Pacek        | Julian Bayer     |
| Dorota Jaworowicz | Edyta Olszówka     | Carin C. Tietze  |
| Emil Jaworowicz   | Paweł Deląg        | Manou Lubowski   |
| Agnieszka         | Aleksandra Adamska | Vanessa Eckart   |

## Produktion
Die Dreharbeiten fanden im Sommer 2021 hauptsächlich in Warschau. Die Serie wurde von Agnieszka Pilaszewska geschrieben und von Łukasz Ostalski inszeniert. Produziert wurde sie von Akson Studio. Die Serie wurde am 31. August 2022 auf der Streaming-Plattform Netflix veröffentlicht.